# (129061) Karlfortney
(129061) Karlfortney est un astéroïde de la ceinture principale.

## Description
(129061) Karlfortney est un astéroïde de la ceinture principale. Il fut découvert le 4 novembre 2004 aux monts Santa Catalina par le projet CSS (Catalina Sky Survey). Il présente une orbite caractérisée par un demi-grand axe de 2,97 UA, une excentricité de 0,05 et une inclinaison de 9,8° par rapport à l'écliptique.
Il est nommé d'après un contributeur de la mission OSIRIS-REx dont l'objet est l'étude de l'astéroïde (101955) Bénou.